# Provinz San Miguel
Die Provinz San Miguel liegt in der Region Cajamarca im Nordwesten von Peru. Die Provinz hat eine Fläche von 2542 km². Beim Zensus 2017 lebten 48.499 Menschen in der Provinz. Im Jahr 1993 lag die Einwohnerzahl bei 61.160, im Jahr 2007 bei 56.146. Verwaltungssitz der Provinz ist die Kleinstadt San Miguel de Pallaques.

## Geographische Lage
Die Provinz San Miguel liegt im Südwesten der Region Cajamarca. Die Provinz liegt in der peruanischen Westkordillere. Entlang der südlichen Provinzgrenze verläuft der Río Jequetepeque. Die Flüsse Río Zaña und Río Chamán entwässern den Nordwesten der Provinz nach Westen. Der zentrale Norden sowie der Nordosten der Provinz werden über den Río Chancay nach Norden entwässert.
Die Provinz San Miguel grenzt im Norden an die Provinz Santa Cruz, im Nordosten an die Provinz Hualgayoc, im Osten an die Provinz San Pablo, im Süden an die Provinz Contumazá sowie im Westen an die Provinzen Chepén (Region La Libertad) und Chiclayo (Region Lambayeque).

## Geschichte
In der Provinz San Miguel wurde im Jequetepequetal eine Ahnenkultstätte aus der Kultur der Wari gefunden. Sie wurde auf das 9.–10. Jahrhundert datiert.

## Verwaltungsgliederung
Die Provinz San Miguel gliedert sich in folgende 13 Distrikte. Der Distrikt San Miguel ist Sitz der Provinzverwaltung.
| Distrikt                | Verwaltungssitz         |
| ----------------------- | ----------------------- |
| Bolívar                 | Bolívar                 |
| Calquís                 | Calquís                 |
| Catilluc                | Catilluc                |
| El Prado                | El Prado                |
| La Florida              | La Florida              |
| Llapa                   | Llapa                   |
| Nanchoc                 | Nanchoc                 |
| Niepos                  | Niepos                  |
| San Gregorio            | San Gregorio            |
| San Miguel              | San Miguel de Pallaques |
| San Silvestre de Cochán | San Silvestre de Cochán |
| Tongod                  | Tongod                  |
| Unión Agua Blanca       | Agua Blanca             |